# Wojciech Buciarski
Wojciech Jan Buciarski (ur. 17 kwietnia 1950 w Warszawie) – polski lekkoatleta, który specjalizował się w skoku o tyczce.

## Kariera
Był jednym z trzech czołowych polskich tyczkarzy lat 70. XX wieku obok Tadeusza Ślusarskiego i Władysława Kozakiewicza. W 1971 roku zadebiutował w mistrzostwach Europy, podczas których odpadł w eliminacjach. Już rok później wystartował w igrzyskach olimpijskich zajmując dziesiątą lokatę. Na czempionacie Starego Kontynentu w Rzymie (1974) uplasował się tuż za podium, na czwartym miejscu. Reprezentował Polskę na halowych mistrzostwach Europy w 1975 roku zdobywając na tej imprezie srebrny medal. Był uczestnikiem igrzysk olimpijskich w Montrealu (1976) – po zwycięstwie w eliminacjach konkurs finałowy ukończył na piątej lokacie. Uplasował się na drugim miejscu podczas pucharu narodów w 1978. Pięciokrotny rekordzista Polski, uczestnik pucharu Europy oraz dwudziestokrotny reprezentant kraju w meczach międzypaństwowych (w latach 1969–1978).
Medalista mistrzostw Polski seniorów ma w dorobku jeden złoty (1970) oraz trzy srebrne medale (1972,  1974 oraz 1975). W 1974 zdobył jedyny w karierze tytuł halowego mistrza Polski.
Jego syn Piotr jest także tyczkarzem, reprezentantem Danii, olimpijczykiem z 2004.

## Rekordy życiowe
Na stadionie
- skok o tyczce – 5,50 m (4 czerwca 1975, Paryż) – 18. wynik w historii polskiej lekkoatletyki[8]

W hali
- skok o tyczce – 5,40 m (25 lutego 1979, Wiedeń)[9].

## Osiągnięcia
| Rok  | Impreza                   | Miejsce   | Pozycja     | Wynik |
| ---- | ------------------------- | --------- | ----------- | ----- |
| 1970 | Półfinał pucharu Europy   | Helsinki  | 4. miejsce  | 5,00  |
| 1970 | Finał pucharu Europy      | Sztokholm | 5. miejsce  | 5,10  |
| 1971 | Halowe mistrzostwa Europy | Sofia     | 7. miejsce  | 4,80  |
| 1971 | Mistrzostwa Europy        | Helsinki  | el. –       | 4,90  |
| 1972 | Igrzyska olimpijskie      | Monachium | 10. miejsce | 5,00  |
| 1974 | Halowe mistrzostwa Europy | Göteborg  | 4. miejsce  | 5,20  |
| 1974 | Mistrzostwa Europy        | Rzym      | 4. miejsce  | 5,30  |
| 1975 | Halowe mistrzostwa Europy | Katowice  | 2. miejsce  | 5,30  |
| 1976 | Igrzyska olimpijskie      | Montreal  | 5. miejsce  | 5,45  |
| 1978 | Puchar narodów            | Tokio     | 2. miejsce  | 5,40  |
| 1979 | Halowe mistrzostwa Europy | Wiedeń    | 5. miejsce  | 5,40  |